# Valmique
||Da mesma maneira que Veda Purusha (Virat Purusha) nasceu como o filho terreno de Dasaratha, os Vedas nasceram de Prachetasa (Valmique) na forma d'O Ramayana||

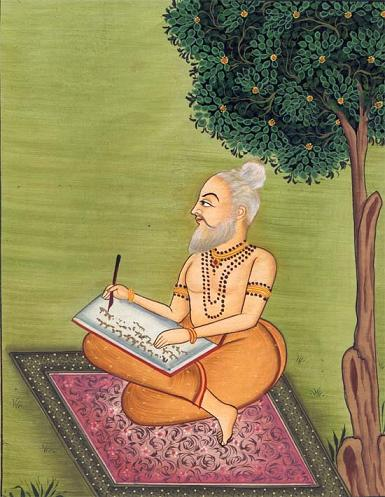
Valmique escreve o Ramayana

Valmique (sânscrito: वाल्मीकि, vālmīki) é um lendário sábio hindu (maharishi) tradicionalmente considerado o autor do épico Ramayana, baseado na atribuição no texto do próprio épico. Ele era o décimo filho de Pracheta.

## História
Ver Ramayana para mais informações
O Rāmāyaṇa, que Valmique é famoso por ter composto 24 001 versos em sete cantos (kāṇḍas) e conta a história de um príncipe, Rama de Ayodhya, cuja esposa Sita é sequestrada pelo demônio (Rākshasa) rei de Lanka, Rāvana.  Na sua forma atual, o Ramayana de Valmique é datado variadamente de 500 a.C. a 100 a.C., ou quase contemporâneo às primeiras versões do Maabárata. De modo similar aos épicos mais tradicionais, já que passou por um longo processo de interpolações e revisões, é impossível datá-lo precisamente.
No Ramayana, ele escreveu:
aapadaam apahartaaram daataaram sarvasaMpadaam.h .
okaabhiraamam shriiraamam bhuuyo bhuuyo namaamyaham.h ..
Tradução: "Eu me curvo de novo e de novo ao Sri Rama, aquele que remove (todos) os obstáculos, garante a todos riqueza e agrada a todos."
No Ramayana original de Valmique, Rama era retratado como nada mais que um ser humano ideal. Interpolações posteriores modificaram o Ramayana de Valmique levando em conta o Rei Rama como a deidade suprema. No Ramayana de Valmique, se acredita que o sudra Sambuka seja uma ameaça ao sistema de castas ao praticar tapas. Mesmo antes que Samuka termine de falar, ele é decapitado por Rama. Essa é ainda outra inserção brâmane para bloquear a possibilidade de casamento entre castas e manter o status do sistema de castas.
O maharishi Valmique é aceito por muitas comunidades indianas como o autor do Yoga vasistha. Essa obra em particular foi ensinada a Rama quando ele estava desiludido com o mundo em geral.  O Yoga Vasistha é um incrível texto que discute uma ampla gama de assuntos filosóficos, e parece ter sido escrito há mais de 5 000 anos.

No seu eremitério, ele guiou ambos homens e mulheres. Ele deu a Sita abrigo após ter sido banida de Ayodhya.
"Valmique, Tulsidas, Madhav Kambali de Assam, Kamban de Tamil Nadu e quase todos os compositores do sul da Índia foram inspirados a cantar a glória de Rama, que foi uma encarnação de virtude, valor, caráter, e, em resumo, de todos os valores humanos."

## Lenda de Valmique
Valmique era de uma comunidade Bhil de Kirata. O monge (muni) Valmique era de uma comunidade de casta inferior, e o seu nome, antes de se tornar o Adi-Kavi ('poeta principal') que escreveu o Ramayana, era Vailya. Ele foi treinado por Narada Muni, dito de ser um avatar de Vishnu.

Valmique uma vez perguntou a Narada: 
"Ó, venerável rishi! Por favor, me diga se existe um homem perfeito neste mundo que seja virtuoso, bravo, obediente, verdadeiro, nobre, rápido nos seus deveres e bom a todos os seres, tudo de uma vez."
Narada respondeu: 
"Há tal homem, um príncipe da linha de Ikshvaku chamado Rama. Ele é virtuoso, bravo, gentil e sábio. Ele é um grande herói. Ele ama imensamente todos que estão sujeitos a ele. Ele é protetor do Dharma. Ele é firme e rápido. Ele é justo e liberal. Ele é bem versado nos Vedas e na ciência das armas. Ele é único na possessão de virtudes e sem comparação em beleza. Ele é um filho obediente, um irmão gentil, marido afetuoso, um amigo fiel, um rei ideal, um inimigo misericordioso e ama todos os seres vivos. Todas as pessoas o adoram."